# Esperanza Spalding
Pour les articles homonymes, voir Spalding.
Esperanza Emily Spalding, née le 18 octobre 1984 à Portland (Oregon), est une arrangeuse, compositrice, chanteuse, universitaire, actrice, contrebassiste et bassiste, américaine de jazz.
Lauréate de quatre Grammy Awards, elle est la première artiste de jazz à recevoir le Grammy Award du meilleur nouvel artiste. Elle a notamment été invitée par Barack Obama à jouer lors de la cérémonie de remise du Prix Nobel de la paix. Elle est également la plus jeune enseignante à avoir été embauchée par le Berklee College of Music.

## Biographie

### Famille
Esperanza Spalding grandit dans le quartier ouvrier de King (en) à Portland. Elle est issue d'une famille métissée : sa mère est d'ascendance galloise, hispanique et native-américaine, et son père est afro-américain.
Sa mère élève seule ses deux enfants, Esperanza et son frère de sept ans son ainé. Leur mère jongle avec plusieurs emplois (menuisière, agent de sécurité, plongeuse, nounou…), et la famille vit dans la pauvreté, allant jusqu'à vivre dans le grenier d'un ami pendant quelque temps. Pourtant Esperanza Spalding raconte que ces difficultés ne l'ont pas affectée durant son enfance, étant entourée de l'amour de sa famille et ayant « le goût de l'aventure »,.

### Découverte de la musique
Sa mère encourage très tôt Esperanza Spalding à travailler ses qualités musicales. À la maison, on écoute beaucoup de rhythm and blues et de soul, avec des artistes tels que Sam Cooke, Smokey Robinson ou Earth, Wind and Fire. Sa passion pour la musique naît quand Esperanza Spalding, alors âgée de quatre ans, découvre le violoncelliste Yo-Yo Ma dans la série télévisée pour enfants Mister Rogers' Neighborhood,. 
La famille a un piano à la maison, et Esperanza Spalding commence à jouer d'oreille, à écrire des morceaux et à les transposer d'un style à l'autre. Elle commence seule l'apprentissage du violon à l'âge de cinq ans et intègre la classe enfant d'un orchestre local, l'Oregon Sinfonietta de la Chamber Music Society of Oregon, dirigé par Dorothy McCormack,,. Elle reste dans l'orchestre jusqu'à ses 15 ans, elle est alors violoniste soliste.
Elle rencontre son mentor, le trompettiste Thara Memory (en), quand elle a 7 ans. Elle joue alors du hautbois et de la clarinette et se passionne pour les instruments à cordes. Elle fréquente les cours de musique du lycée où travaille sa mère.

### Scolarité
Comme sa mère est convaincue que le système scolaire n'est pas adapté aux enfants, Esperanza Spalding est scolarisée à la maison à partir de la sixième. Comme sa mère travaille à plein temps, Esperanza se forme elle-même pendant tout son collège, empruntant des livres à la bibliothèque, suivant des cours et passant des examens.
Une bourse lui permet de faire ses études secondaires à The Northwest Academy (en) située dans le centre de Portland, établissement spécialisé dans l'enseignement artistique. C'est dans cet établissement qu'elle se met à la contrebasse, après que son professeur Brian Rose lui ai montré une ligne de basse : elle découvre alors l'improvisation et comprend qu'elle trouvera à s'exprimer ainsi avec cet instrument,,. Elle termine son lycée en seulement deux ans.
Elle suit ensuite des cours de musique à l'Université de Portland, où elle obtient son Bachelor of Music (licence) à 16 ans. Elle y reçoit une formation classique de niveau conservatoire supérieur de musique tout en travaillant le jazz, notamment grâce aux cours de contrebasse d'André St. James,. Elle obtient ensuite une bourse pour intégrer l'institut d'enseignement supérieur de musique le Berklee College of Music de Boston, d'où elle sort diplômée en 2005,. Cette année-là, elle gagne une bourse pour « musicalité exceptionnelle » de la Boston Jazz Society.

### Début de carrière
Esperanza Spalding commence à jouer dans des clubs de Portland avant sa majorité : elle est alors obligée de se faire discrète pour ne pas se faire expulser.
Elle joue et chante au sein de l'Albina Jazz Ensemble, avec son sextet et aussi dans un groupe « indie sophisto-pop » appelé Noise for Pretend, avec Ben Workman à la guitare et au chant et Christian Cochran à la batterie. Le groupe sort un premier EP en 2000 et un album Happy You Near chez Hush Records en 2002. Pour l'enregistrement, le producteur demande que ce soit Spalding qui chante sur la plupart des chansons. Elle joue également dans Blak Scienz Tribe, un groupe de hip-hop.
Pendant ses études à Berklee, elle joue dans le groupe de Patti Austin, avec Joe Lovano puis avec Pat Metheny.
Encouragée par Pat Metheny, elle enregistre en 2005 Junjo, son premier album, sur lequel elle chante et joue de la basse,.

### Une plus large audience

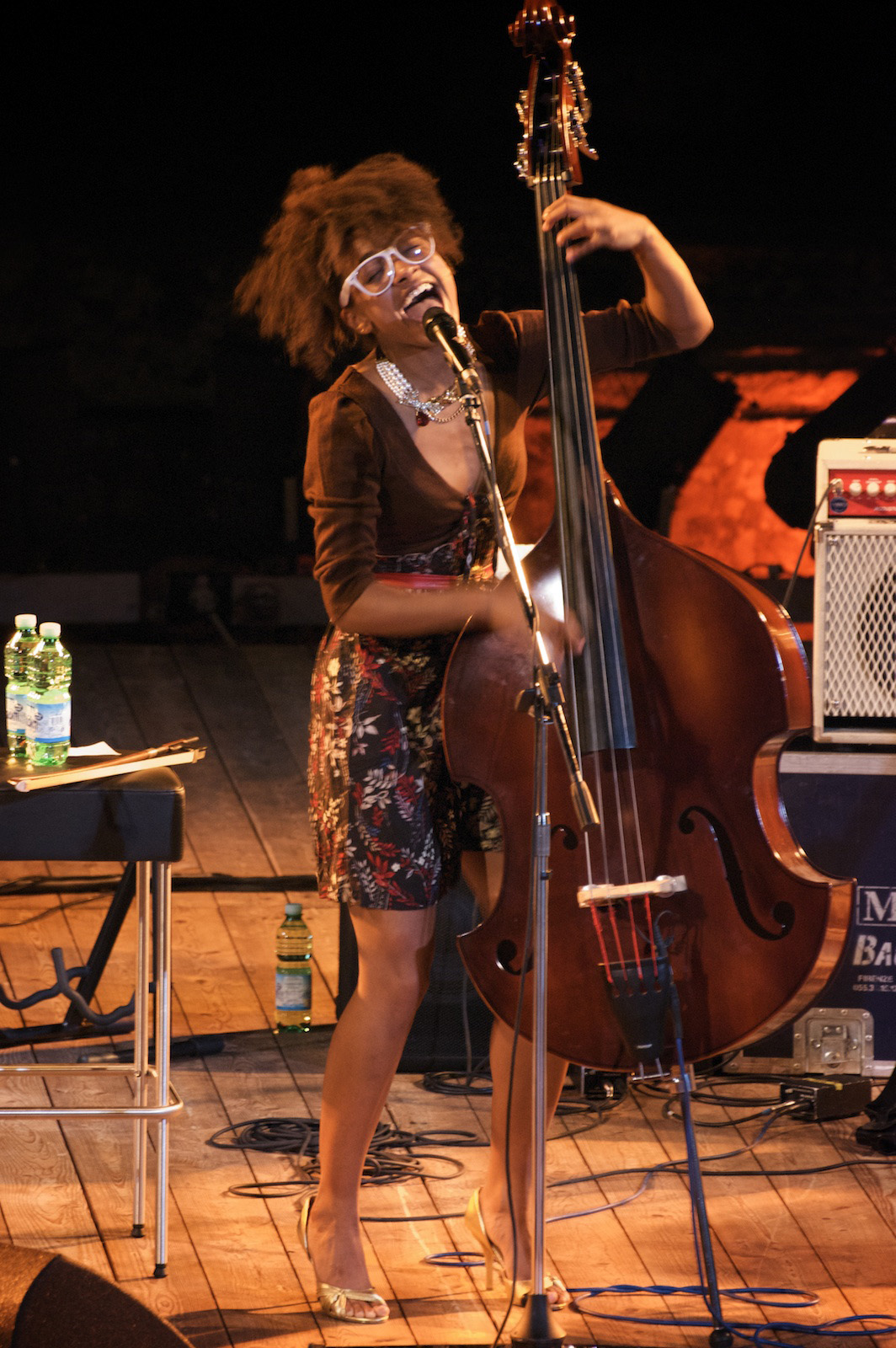
Esperanza Spalding en 2009.

Son deuxième album Esperanza, premier à sortir sur un label important, parait en 2008. Elle y mêle le jazz avec la musique brésilienne et argentine, ainsi qu'avec le funk, la pop et le rhythm and blues, et elle chante en anglais, espagnol et portugais. L'album est un succès publie et critique, et lui apporte une grande visibilité sur la scène musicale,. Elle fait plusieurs apparitions à la télévision, et Barack Obama l'invite jouer à la Maison-Blanche plusieurs fois, et elle participe en 2009 à la cérémonie de remise du Prix Nobel de la paix au président américain,,.
S'affirmant disque après disque, elle compose la majorité des titres de son album Chamber Music Society (2010) sur lequel elle invite notamment le Brésilien Milton Nascimento et la chanteuse Gretchen Parlato. Elle propose ici une musique de chambre ouverte à l'improvisation,. La même année, elle joue dans le groupe de McCoy Tyner avec Ravi Coltrane et Francisco Mela, et Prince l'invite à jouer, elle participe également au concert de son BET Lifetime Achievement Award.
En 2011, elle est la première artiste de jazz à obtenir un Grammy Award dans la catégorie  « meilleur nouvel artiste », doublant Justin Bieber, Drake, Florence and the Machine et Mumford and Sons,. On la compare alors à Norah Jones, qui avait récolté cinq Grammy Awards en 2003. Cette victoire entraine un vandalisme de sa page Wikipédia anglophone de la part de fans de Bieber, et un changement des règles des Grammys, rendant plus difficile pour les artistes indépendants de remporter cette victoire,,.

### Repousser les limites du jazz

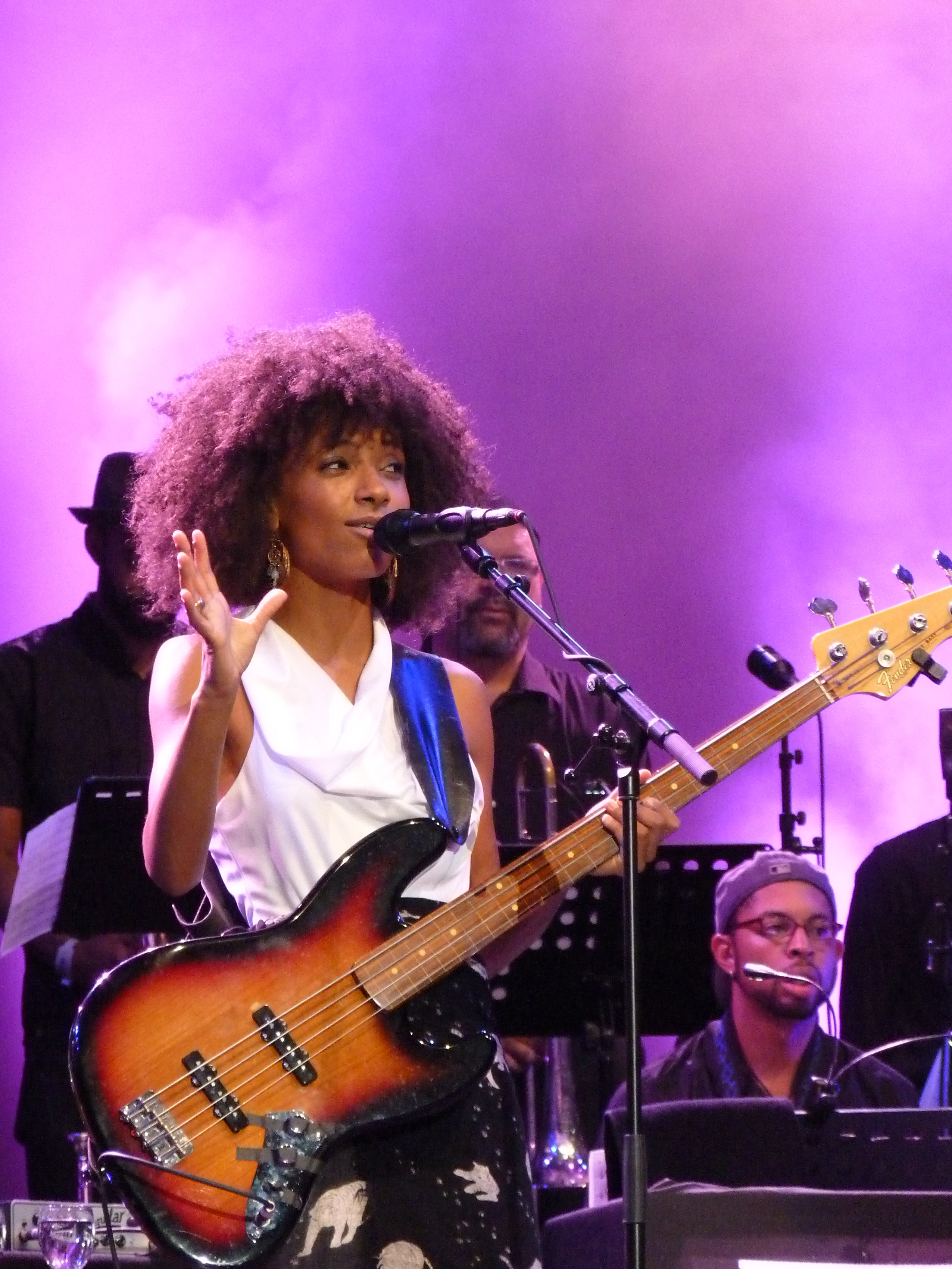
Esperanza Spalding en 2012.

Avec son quatrième album Radio Music Society, paru en 2012, elle ouvre son univers musical à d'autres genres plus orientés pop, comme la soul et R&B. L'album est un succès critique et public, se hissant directement à la dixième place du Billboard 200, et à la première place des ventes de jazz, et il remporte le Grammy Award du meilleur album de jazz vocal.
En 2012, elle est invitée sur l'album Unorthodox Jukebox de Bruno Mars, et l'année suivante sur The Electric Lady de Janelle Monáe.
En 2013, sur l'invitation de l'Orchestre philharmonique de Los Angeles, le saxophoniste et compositeur Wayne Shorter écrit Gaia, une suite pour orchestre et quartet de jazz de plus de 20 minutes composé pour la voix de Spalding, qui a écrit le livret,.
Elle retourne ensuite à Portland, sa ville natale, pour prendre du recul et échapper à la pression de l'industrie musicale. Elle y écrit Emily's D+Evolution, un album-concept paru en 2016 invoquant Emily, un alter ego évoquant une part d'enfance et de créativité. L'album est également un succès critique.
En 2017, Exposure est entièrement créé en 77 heures, en live sur Facebook. L'artiste n'a rien préparé à l'avance et compte sur son instinct.
L'année suivante parait 12 Little Spells, un album inspiré par le reiki, une médecine alternative japonaise. Chaque chanson est dédiée à une partie du corps.
En 2018, la National Public Radio la qualifie de « génie du Jazz du XXIe siècle ».
En 2018, Esa-Pekka Salonen, directeur musical de l'Orchestre symphonique de San Francisco, annonce qu'il ferait appel à Esperanza Spalding, avec d'autres compositeurs et musiciens, afin d'élaborer les futurs programmes. Elle joue Gaia de Wayne Shorter à l'ouverture de la saison 2021.
Elle collabore une nouvelle fois avec Wayne Shorter sur Iphigenia, un opéra basé sur Iphigénie en Tauride d'Euripide. Spalding écrit le livret à partir de la musique de Shorter, et interprète le personnage principal. Elle prend le parti pris de mettre en scène plusieurs incarnations du personnage d'Iphigénie, et de lui donner une voix. Alors que la maladie affecte de plus en plus le compositeur, Spalding décide en 2018 de mettre ses projets de côté pour se consacrer à la réalisation de l'opéra, afin que Shorter puisse le voir sur scène avant de mourir. Elle arrête de tourner, prend une année de disponibilité de son cours à l'Université Harvard et s'installe à Los Angeles, pour travailler quotidiennement avec le compositeur,. La première a lieu le 12 novembre 2021 à Boston.
En 2022 parait son album Songwrights Apothecary Lab, sur lequel elle continue d'explorer les pouvoirs de guérison de la musique. Il remporte le Grammy Award du meilleur album de jazz vocal en 2022.
Elle enregistre au Village Vanguard un album en duo avec Fred Hersch, Alive at the Village Vanguard (en), paru en 2023. En aout 2024 parait un autre album enregistré en duo avec Milton Nascimento,  Milton + esperanza.

### Enseignement
En 2005, après l'obtention de son diplôme, Esperanza Spalding est engagée par le Berklee College of Music comme assistante (instructor) alors qu'elle n'est âgée que de 20 ans, ce qui fait d'elle la plus jeune enseignante que Berklee ait jamais eue devant Pat Metheny,,.
Depuis 2017, Esperanza Spalding enseigne l'écriture musicale à l'université Harvard,,.

### Engagements
En 2013, avec le soutien d'Amnesty International et de Human Rights Watch, elle écrit et chante We Are America, qui milite pour la fermeture du camp de Guantánamo, en soutien à la volonté de Barack Obama. Plusieurs artistes y font des apparitions : Stevie Wonder, Janelle Monáe, Savion Glover et Harry Belafonte,.
En 2017, elle participe au « Peace Ball » du Musée national de l'histoire et de la culture afro-américaines.
En 2023 elle publie Não Ao Marco Temporal, une chanson en portugais et en anglais qui s'inscrit dans la lutte des droits des peuples indigènes du Brésil, et en particulier contre la règle selon laquelle les peuples autochtones n'ont le droit de revendiquer une terre que s'ils y étaient déjà à la promulgation de la Constitution brésilienne de 1988.

### Vie privée
En 2019, Esperanza Spalding étudie le bouddhisme de Nichiren, une branche du bouddhisme japonais.

## Style
« Si on regarde dans l'histoire de la musique, il y a très peu de gens qui réussissent dans autant de domaines qu'Esperanza. C'est une contrebassiste virtuose, sa voix est capable de toutes les acrobaties, ses compositions ne tombent pas dans la facilité, ses paroles sont poétiques… Et elle agence tout ça d'une manière commercialement efficace. C'est un sacré exemple pour les jeunes musiciennes. »

— Terri Lyne Carrington.

### Inscription dans le monde du jazz
À l'inverse du mouvement néo-bop des années 1980, incarné par les Young Lions dont fait partie Wynton Marsalis, qui s'inscrit dans le respect de la tradition du jazz, Esperanza Spalding fait partie d'une génération de musiciens qui cherche à ouvrir les frontières du jazz, à la manière de Chris Potter, Kurt Rosenwinkel, Brad Mehldau ou Jason Moran. Spalding cherche à intégrer de nouveaux éléments au jazz, pour éviter d'en faire « une pièce de musée ». Ainsi, sa musique est plurielle et ne se limite pas qu'à un genre, intègrant des éléments de soul, d'art rock ou d'avant-pop.
Une de ses grandes influences est Wayne Shorter, avec qui elle a longtemps joué : le saxophoniste s'est réinventé sans cesse, passant entre autres du quintet de Miles Davis au groupe de jazz fusion Weather Report. Auprès de lui, elle a notamment appris à travailler de façon plus spontanée, sans planifier ou prévoir de résultat, et à laisser libre cours à l'inspiration de l'instant, comme elle l'a fait sur son album Exposure,. Elle déclare aimer également Tune-Yards, Nicholas Payton, MF DOOM et Geri Allen.
Si Esperanza Spalding est une chanteuse de jazz, elle n'en respecte que peu les stéréotypes éculés : sa voix agile rappelle plutôt Diana Ross ou Elis Regina, elle n'écrit pas de chanson d'amour, elle ne joue pas avec les codes de la séduction et préfère chanter avec puissance et intelligence qu'avec une langueur émotionnelle.
Son jeu de basse est lyrique et élégant.

### Succès public
Le succès public de Spalding, qui dépasse de loin celui des autres musiciens de jazz, s'explique probablement par plusieurs facteurs. Alors que nombre de ses collègues explorent les rythmes impairs et les mélodies abstraites, sa musique reste proche de l'idée de danse, à l'origine du jazz. Ses talents de chanteuse lui offrent les oreilles d'un public parfois rebuté par les improvisations purement instrumentales. Pour autant, elle ne sacrifie rien à la sophistication mélodique et harmonique propre au jazz, et démontre une connaissance approfondie du répertoire.

### Apprentissage
Plutôt que d'apprendre des lignes de basse, elle préfère transposer des solos de cuivres sur son instrument. Elle a appris la batterie pour enrichir son vocabulaire rythmique, et elle travaille les Inventions de Bach, jouant une voix avec sa basse et chantant une autre.
Sa trajectoire n'a pas suivi le canon habituel des musiciens de jazz, qui font d'abord leurs armes en tant que sideman : même si elle a accompagné de nombreux musiciens réputés et a participé à de nombreuses jam sessions, elle a commencé à jouer sa propre musique très rapidement,,.

## Prix et distinctions

### Récompenses obtenues
- 2011 : Grammy Award du meilleur nouvel artiste[30]
- 2012 : American Ingenuity Award décerné par le Smithsonian magazine[40]
- 2012 : Soul Train Music Award[41]
- 2013 : Grammy Award du meilleur album de jazz vocal pour son album Radio Music Society[30]
- 2013 : Grammy Award du meilleur arrangement instrumental accompagnant un ou des chanteurs (en) pour son morceau City of Roses, sur Radio Music Society[30]
- 2017 : Artiste de jazz de l'année aux Boston Music Awards (en)[42]
- 2018 : Élévation au grade de docteur honoris causa par le Berklee College of Music[43]
- 2020 : Grammy Award du meilleur album de jazz vocal pour son album 12 Little Spells[30]
- 2022 : Grammy Award du meilleur album de jazz vocal pour son album Songwrights Apothecary Lab[30]

Elle est également lauréate d'un Image Award for Outstanding Jazz Artist décerné par la NAACP,.

### Nominations
- 2012 : Grammy Award du meilleur album de jazz instrumental pour Bird Songs de Joe Lovano/Us Five[30]
- 2013 : Grammy Award du meilleur film musical pour Radio Music Society[30]
- 2020 : Grammy Award du meilleur arrangement instrumental accompagnant un ou des chanteurs (en) pour son morceau 12 Little Spells (Thoracic Spine), sur 12 Little Spells[30]
- 2023 : Grammy Award du meilleur album de jazz instrumental pour Live at the Detroit Jazz Festival, avec Wayne Shorter[30]
- 2024 : Grammy Award du meilleur album de jazz vocal pour Alive at the Village Vanguard (en), avec Fred Hersch[45]
- 2024 : Grammy Award du meilleur solo de jazz improvisé pour But Not For Me, sur l'album Alive at the Village Vanguard (en), avec Fred Hersch[45]

## Discographie

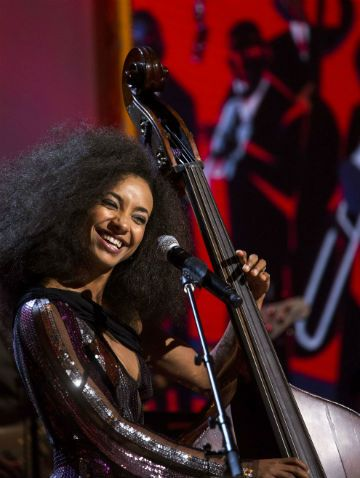
Esperanza Spalding à la Maison-Blanche en 2015.

### En tant que leader
- 2006 : Junjo (Ayva Music)
- 2008 : Esperanza (Heads Up Records)
- 2010 : Chamber Music Society (Heads Up Records)
- 2012 : Radio Music Society (Heads Up Records)
- 2016 : Emily's D+Evolution (Concord/Universal Jazz)
- 2017 : Exposure (Concord)
- 2018 : 12 Little Spells (Concord)
- 2022 : Songwrights Apothecary Lab (Concord)

### En tant que coleadeuse
- 2000 : Noise to Pretend, avec Noise to Pretend (EP, Memory Pop Records)
- 2002 : Happy You Near, avec Noise to Pretend (Hush Records)
- 2022 : Live at the Detroit Jazz Festival (en), avec Wayne Shorter, Terri Lyne Carrington et Leo Genovese (Candid)
- 2023 : Alive at the Village Vanguard (en), avec Fred Hersch (Palmetto)
- 2024 :  Milton + esperanza, avec Milton Nascimento (Concord Records)

### En invitée

#### Avec Nando Michelin
- 2006 : Duende (Fresh Sound New Talent)
- 2010 : Reencontro (Blue Music Group)

#### AvecMike Stern
- 2009 : Big Neighborhood (Heads Up International)
- 2012 : All Over the Place (Heads Up International)

#### AvecJoe LovanoUs Five
- 2009 : Folk Art (Blue Note)
- 2011 : Bird Songs (Blue Note)
- 2013 : Cross Culture (Blue Note)

#### AvecTerri Lyne Carrington
- 2010 : The Mosaic Project (Concord Jazz)
- 2019 : Waiting Game (Palmetto Records)

#### Avec Leo Genovese
- 2013 : Seeds (Palmetto Records)
- 2016 : Argentinosaurus (Newvelle Records)

#### Autres participations
- 2003 : M. Ward, Transfiguration of Vincent (Matador)
- 2004 : Elizabeth Ziman Band, Diverging Lines (autoproduit)
- 2005 : Elizabeth & The Catapult, Elizabeth & The Catapult (autoproduit)
- 2006 : Ramona Borthwick, A New Leaf (Whaling City Sound)
- 2007 : Stanley Clarke, The Toys of Men (Heads Up International)
- 2007 : Christian Scott, Anthem (Concord Records)
- 2007 : Jeff Alkire, One Summer in Winters (autoproduit)
- 2010 : John Blackwell Project, 4ever Jia (John Blackwell Project)
- 2010 : Lionel Loueke Project, Mwaliko (Blue Note)
- 2011 : Tineke Postma, The Dawn Of Light (Challenge Records)
- 2011 : Nicholas Payton, Bitches (In+Out Records)
- 2011 : Francisco Mela, Tree Of Life (Half Note Records, Inc.)
- 2012 : Jack DeJohnette, Sound Travels (Golden Beams/eOne)
- 2012 : Bruno Mars, Unorthodox Jukebox (Atlantic)
- 2012 : Salif Keïta, Talé (Universal Music France)
- 2013 : Janelle Monáe, The Electric Lady (Bad Boy Entertainment)
- 2013 : Bobby McFerrin, Spirityouall (Sony)
- 2013 : Tom Harrell, Colors of a Dream (HighNote Records)
- 2013 : Dianne Reeves, Beautiful Life (Concord Records)
- 2013 : Steve Martin et Edie Brickell, Love Has Come for You (Rounder Records)
- 2014 : Alfredo Rodríguez, The Invasion Parade (Mack Avenue Records)
- 2014 : Oscar Peñas, Music Of Departures And Returns (Musikoz)
- 2014 : Algebra Blessett, Dessert Before Dinner (autoproduit)
- 2014 : George Garzone, Crescent (Jazz Hang Records)
- 2016 : Corinne Bailey Rae, The Heart Speaks in Whispers (Virgin)
- 2016 : Common, Black America Again (Def Jam Recordings)
- 2017 : Matthew Stevens, Preverbal (Rodeadope)
- 2018 : John Legend, A Legendary Christmas (Columbia)
- 2018 : Megan Diana, Women in my Head (autoproduit)
- 2019 : Kris Davis, Diatom Ribbons (Pyroclastic Records)
- 2019 : Daniel Carter,  Radical Invisibility, sous le pseudonyme de Irma Nejando[46] (577 Records)
- 2020 : Aaron Burnett & The Big Machine, Jupiter Conjunct (Pyroclastic Records)
- 2022 : Robert Glasper, Black Radio III (Loma Vista)
- 2022 : Gystere, Another Story